# Ленковцы (Хмельницкая область)

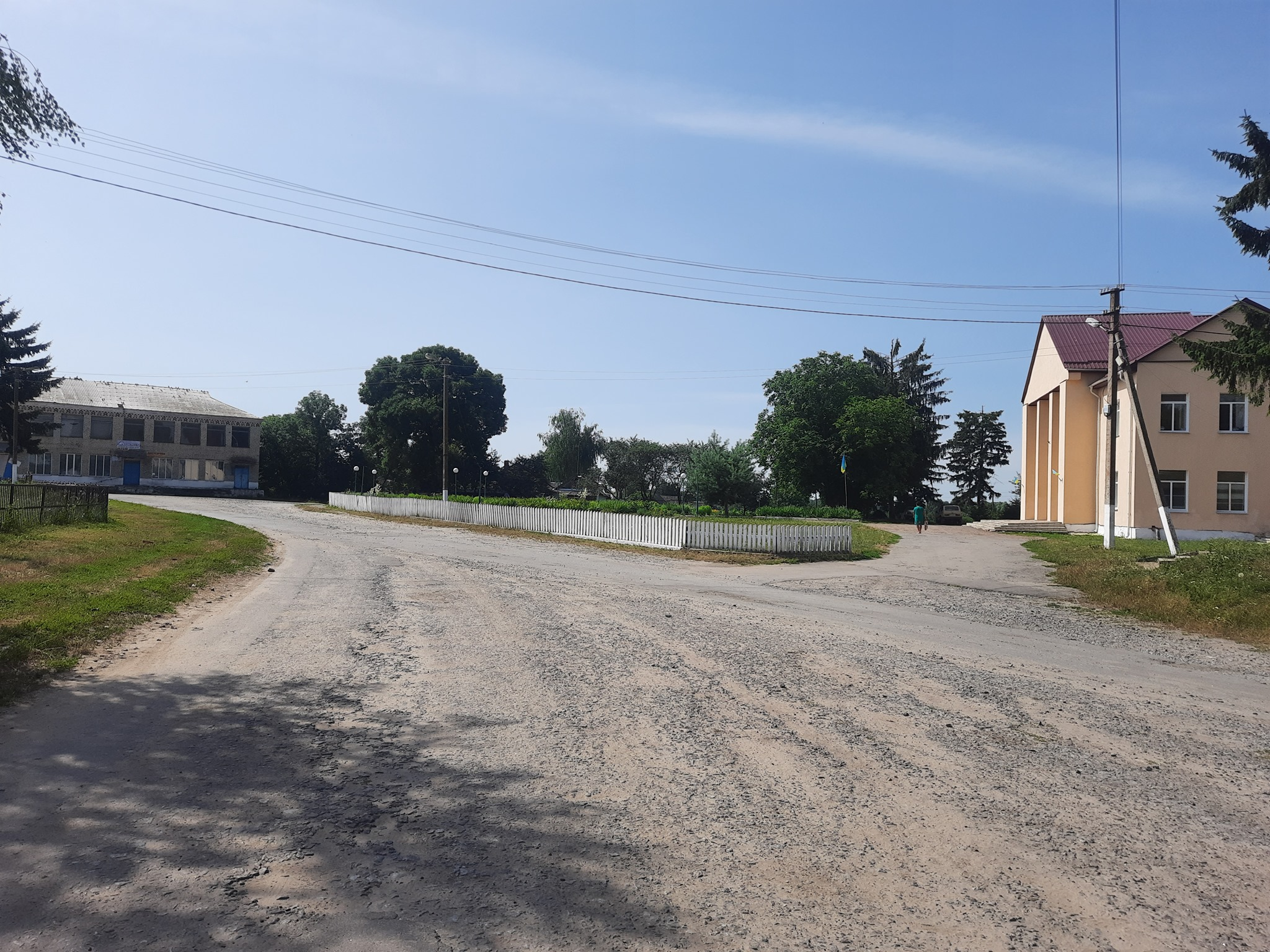
Центр села Ленковцы,
Шепетовский р-н, Хмельницкая обл

Ленковцы (укр. Ленківці) — село в Шепетовском районе Хмельницкой области Украины.
Население по переписи 2001 года составляло 1161 человек. Почтовый индекс — 30440. Телефонный код — 3840. Занимает площадь 208 км². Код КОАТУУ — 6825583801.

## Местный совет
30440, Хмельницкая обл., Шепетовский р-н, с. Ленковцы, ул. Косковецкая, 53

## Известные жители и уроженцы
- Машина, Бронислава Николаевна (1921—2015) — Герой Социалистического Труда.
- Полищук, Иван Михайлович (1916—1943) — Герой Советского Союза.